# Olympische Winterspiele 2022/Teilnehmer (Amerikanische Jungferninseln)
| Gelbes Symbol für Goldmedaillen mit stilisierten Olympischen Ringen | Graues Symbol für Silbermedaillen mit stilisierten Olympischen Ringen | Braundes Symbol für Bronzemedaillen mit stilisierten Olympischen Ringen |
| ------------------------------------------------------------------- | --------------------------------------------------------------------- | ----------------------------------------------------------------------- |
| —                                                                   | —                                                                     | —                                                                       |

Die Amerikanischen Jungferninseln nahmen an den Olympischen Winterspielen 2022 teil. Einzige Starterin der Delegation war die Skeletonpilotin Katie Tannenbaum. Es war die siebte Teilnahme des Landes an Olympischen Winterspielen.

## Teilnehmer nach Sportarten

### Skeleton
| Athlet           | Wettbewerbe | Lauf 1     | Lauf 1 | Lauf 2      | Lauf 2 | Lauf 3      | Lauf 3 | Lauf 4        | Lauf 4        | Gesamt      | Gesamt |
| Athlet           | Wettbewerbe | Zeit       | Rang   | Zeit        | Rang   | Zeit        | Rang   | Zeit          | Rang          | Zeit        | Rang   |
| ---------------- | ----------- | ---------- | ------ | ----------- | ------ | ----------- | ------ | ------------- | ------------- | ----------- | ------ |
| Frauen           |             |            |        |             |        |             |        |               |               |             |        |
| Katie Tannenbaum | Einzel      | 1:06,8 min | 25     | 1:07,36 min | 25     | 1:04,84 min | 25     | ausgeschieden | ausgeschieden | 3:18,68 min | 25     |